# И пришёл бука
«И пришёл бука» (англ. The Boogeyman) — рассказ в жанре ужасов американского писателя Стивена Кинга, написанный в марте 1973 года, впервые опубликованный в журнале «Cavalier» в 1978 году. В 1978 году рассказ вошёл в авторский сборник «Ночная смена».

## Сюжет
После смерти троих малолетних детей мистер Биллингс приходит к доктору Харперу и рассказывает тому истинную историю случившегося. Всех его детей, как он уверен, на самом деле убил Бука — вызывающее страх и ужас чудовище, которое прячется в шкафах или чуланах. Завершив историю, Биллингс договаривается с доктором о дальнейших сеансах терапии и отправляется записываться на вторую встречу, однако не находит медсестру. Повторно заглянув к доктору, Биллингс видит, что психолог исчез, а возле шкафа его поджидает Бука, который держит в когтистой лапе маску, похожую на лицо психолога.

## Виды Бугимена
- Бука
- Утопленник из шкафа
- Домовой
- Страшила
- Бугимен
- Бука из шкафа[2]

## Произведение вошло в сборники
- сборник «Ночная смена» (1978)
- антологию «Домовой» (1990)
- антологию «Комната в башне» (1993)
- антологию «The Mammoth Book of Haunted House Stories» (2000)
- Журнал «Неделя» № 27 1990"[1]

## Переводы на русский
- С. Таск (И пришёл Бука)
- С. Мануков (Домовой)
- О. Гез (Страшила)
- А. Аракелов (Бука)
- М. Опалева (Утопленник из шкафа)[1]

## Экранизация
В 1982 году рассказ был экранизирован под названием «Бугимен». Режиссёр Джеффри С. Широ.
На 2023 года на сервисе Hulu запланирована премьера фильма «Бугимен». Режиссёр Роб Сэвидж.